# Coupe d'Allemagne de football 1991-1992
Navigation
Édition précédente Édition suivante
La coupe d'Allemagne de football 1991-1992 est la quarante neuvième édition de l'histoire de la compétition. La finale a lieu à l'Olympiastadion de Berlin.
Alors qu'il évolue en deuxième division, le Hanovre 96 remporte le trophée pour la première fois de son histoire. Il bat en finale le Borussia Mönchengladbach aux tirs au but après un score stérile (0-0) au bout du temps règlementaire et des prolongations.

## Tour de qualification
Le résultat du tour de qualification.
| Date           | Domicile    | Extérieur    | Score                        |
| -------------- | ----------- | ------------ | ---------------------------- |
| 13 - 11 - 1990 | VfB Lohberg | FC Remscheid | 0 - 0 (a. p.) (4 - 5 t.a.b.) |

## Premier tour
Les résultats du premier tour
| Date           | Domicile              | Extérieur              | Score                        |
| -------------- | --------------------- | ---------------------- | ---------------------------- |
| 27 - 07 - 1991 | SV Viktoria Herxheim  | FC St. Pauli           | 2 - 3 (a. p.)                |
| 27 - 07 - 1991 | FC Wismut Aue         | VfB Leipzig            | 2 - 4 (a. p.)                |
| 27 - 07 - 1991 | FSV Cottbus 99        | VfB Oldenburg          | 0 - 3                        |
| 27 - 07 - 1991 | 1. FC Schweinfurt 05  | SV Waldhof Mannheim    | 1 - 6                        |
| 27 - 07 - 1991 | SC Jülich             | Hertha BSC Berlin      | 2 - 1                        |
| 27 - 07 - 1991 | Arminia Bielefeld     | 1. FSV Mayence 05      | 1 - 0                        |
| 27 - 07 - 1991 | Karlsruher SC         | SV Meppen              | 1 - 0                        |
| 27 - 07 - 1991 | SpVgg Fürth           | FC Carl Zeiss Jena     | 1 - 0                        |
| 27 - 07 - 1991 | Greifswalder SC       | BSV Brandenburg        | 2 - 2 (a. p.) (t.a.b. 3 - 1) |
| 27 - 07 - 1991 | SV 1910 Kahla         | Rot-Weiß Erfurt        | 1 - 4                        |
| 27 - 07 - 1991 | SpVgg Weiden          | SV Darmstadt 98        | 1 - 2 (a. p.)                |
| 27 - 07 - 1991 | SpVgg Unterhaching    | FC Bayer 05 Uerdingen  | 0 - 0 (a. p.) (t.a.b. 1 - 3) |
| 27 - 07 - 1991 | NSC Marathon 02       | Hanovre 96             | 0 - 7                        |
| 27 - 07 - 1991 | SC Neukirchen         | Hallescher FC          | 1 - 3                        |
| 27 - 07 - 1991 | FC Fribourg           | Chemnitzer FC          | 3 - 1                        |
| 27 - 07 - 1991 | FC Berlin             | SC Fribourg            | 0 - 2                        |
| 27 - 07 - 1991 | EGC Wirges            | FC 08 Homburg          | 1 - 6                        |
| 27 - 07 - 1991 | Blau-Weiß 69 Parchim  | Stahl Eisenhüttenstadt | 1 - 0                        |
| 27 - 07 - 1991 | Motor Zschopau        | Rot-Weiß Hasborn       | 2 - 3 (a. p.)                |
| 27 - 07 - 1991 | Preußen Münster       | VfL Osnabrück          | 1 - 2                        |
| 27 - 07 - 1991 | Borussia Dortmund (2) | 1. FC Saarbrücken      | 2 - 5                        |
| 28 - 07 - 1991 | SpVgg Ludwigsburg     | Eintracht Brunswick    | 3 - 2                        |
| 28 - 07 - 1991 | Türkiyemspor Berlin   | Blau-Weiß 90 Berlin    | 2 - 1                        |
| 28 - 07 - 1991 | Bremer SV             | Fortuna Cologne        | 0 - 7                        |

## Deuxième tour
Les résultats du deuxième tour
| Date           | Domicile                  | Extérieur                    | Score                        |
| -------------- | ------------------------- | ---------------------------- | ---------------------------- |
| 16 - 08 - 1991 | Greifswalder SC           | 1. FC Dynamo Dresden         | 0 - 2                        |
| 16 - 08 - 1991 | Werder Brême              | VfB Stuttgart                | 1 - 5                        |
| 16 - 08 - 1991 | Borussia Mönchengladbach  | SG Wattenscheid 09           | 2 - 0                        |
| 17 - 08 - 1991 | MSV Duisbourg             | 1. FC Kaiserslautern         | 0 - 2 (a. p.)                |
| 17 - 08 - 1991 | Bayern Munich             | FC 08 Homburg                | 2 - 4 (a. p.)                |
| 17 - 08 - 1991 | Hansa Rostock             | SV Darmstadt 98              | 3 - 1                        |
| 17 - 08 - 1991 | Fortuna Düsseldorf        | FC St. Pauli                 | 2 - 1                        |
| 17 - 08 - 1991 | VfL Bochum                | Hanovre 96                   | 2 - 3                        |
| 17 - 08 - 1991 | Rot-Weiß Erfurt           | FC Schalke 04                | 2 - 1                        |
| 17 - 08 - 1991 | Arminia Bielefeld         | Borussia Dortmund            | 0 - 2                        |
| 17 - 08 - 1991 | TSV Havelse               | 1. FC Nuremberg              | 1 - 1 (a. p.) 4 - 2 (t.a.b.) |
| 17 - 08 - 1991 | SpVgg Ludwigsburg         | Eintracht Francfort          | 1 - 6                        |
| 17 - 08 - 1991 | Blau-Gelb Berlin          | VfB Leipzig                  | 0 - 5                        |
| 17 - 08 - 1991 | Kieler SV Holstein        | FC Bayer 05 Uerdingen        | 1 - 2                        |
| 17 - 08 - 1991 | Bergmann-Borsig           | SC Fribourg                  | 2 - 1                        |
| 17 - 08 - 1991 | SpVg Brakel               | Fortuna Cologne              | 0 - 3                        |
| 17 - 08 - 1991 | SpVgg Fürth               | SV Waldhof Mannheim          | 0 - 3                        |
| 17 - 08 - 1991 | Rot-Weiß Hasborn          | VfL Osnabrück                | 1 - 1 (a. p.) 5 - 4 (t.a.b.) |
| 17 - 08 - 1991 | TSG Backnang              | 1. Suhler SV                 | 1 - 3                        |
| 17 - 08 - 1991 | VfL Wolfsbourg            | SV Viktoria Aschaffenburg    | 4 - 3 (a. p.)                |
| 17 - 08 - 1991 | SC Viktoria Cologne       | Blau-Weiß 69 Parchim         | 2 - 0                        |
| 17 - 08 - 1991 | FC Fribourg               | Karlsruher SC                | 3 - 2                        |
| 17 - 08 - 1991 | Hambourg SV (2)           | Hallescher FC                | 1 - 0                        |
| 17 - 08 - 1991 | SSV Reutlingen            | TSV Krähenwinkel/Kaltenweide | 4 - 1                        |
| 17 - 08 - 1991 | Wernigeröder SV Rot-Weiss | 1.FC Cologne                 | 0 - 4                        |
| 17 - 08 - 1991 | Werder Brême              | Hambourg SV                  | 3 - 1                        |
| 18 - 08 - 1991 | Türkiyemspor Berlin       | Stuttgarter Kickers          | 0 - 4                        |
| 18 - 08 - 1991 | Rot-Weiss Essen           | Karlsruher SC                | 0 - 2                        |
| 18 - 08 - 1991 | FC Remscheid              | VfB Oldenburg                | 2 - 0                        |
| 18 - 08 - 1991 | SC 08 Bamberg             | 1. FC Saarbrücken            | 4 - 1                        |
| 18 - 08 - 1991 | Arminia Hanovre           | SC Jülich                    | 1 - 5                        |
| 18 - 08 - 1991 | Eintracht Trier           | Bayer Leverkusen             | 0 - 2                        |

## Troisième tour
Les résultats du troisième tour
| Date           | Domicile            | Extérieur                | score                           |
| -------------- | ------------------- | ------------------------ | ------------------------------- |
| 03 - 09 - 1991 | Stuttgarter Kickers | VfB Leipzig              | 3 - 1 (a. p.)                   |
| 03 - 09 - 1991 | 1. Suhler SV        | 1. FC Dynamo Dresden     | 0 - 5                           |
| 03 - 09 - 1991 | FC Remscheid        | FC Bayer 05 Uerdingen    | 1 - 3                           |
| 03 - 09 - 1991 | Fortuna Düsseldorf  | Werder Brême             | 1 - 3                           |
| 03 - 09 - 1991 | Bayer Leverkusen    | 1. FC Cologne            | 2 - 0                           |
| 03 - 09 - 1991 | FC 08 Homburg       | 1. FC Kaiserslautern     | 0 - 0 (a. p.) (t. a. .b. 1 - 3) |
| 03 - 09 - 1991 | Eintracht Francfort | Karlsruher SC            | 0 - 1                           |
| 04 - 09 - 1991 | VfL Wolfsbourg      | VfB Stuttgart            | 1 - 3                           |
| 04 - 09 - 1991 | SSV Reutlingen      | Rot-Weiß Erfurt          | 3 - 1                           |
| 04 - 09 - 1991 | FC Fribourg         | Rot-Weiß Hasborn         | 1 - 0                           |
| 04 - 09 - 1991 | Hambourg SV II      | Bergmann-Borsig          | 2 - 2 (a. p.) (t. a. b. 6- 5)   |
| 04 - 09 - 1991 | SC 08 Bamberg       | TSV Havelse              | 4 - 0                           |
| 04 - 09 - 1991 | SC Jülich           | Borussia Mönchengladbach | 0 - 1                           |
| 04 - 09 - 1991 | Fortuna Cologne     | Hansa Rostock            | 3 - 3 (a. p.) (t. a. b. 5 - 3)  |
| 04 - 09 - 1991 | Borussia Dortmund   | Hanovre 96               | 2 - 3                           |
| 11- 09 - 1991  | SC Viktoria Cologne | SV Waldhof Mannheim      | 1 - 0                           |

## Huitièmes de finale
| Date       | Club recevant            | Score    | Club visiteur         |
| ---------- | ------------------------ | -------- | --------------------- |
| 24/09/1991 | Hambourg SV II           | 0 - 1    | Karlsruher SC         |
| 24/09/1991 | SSV Reutlingen           | 2 - 3 ap | Bayer Leverkusen      |
| 24/09/1991 | Werder Brême             | 4 - 1    | 1. FC Dynamo Dresden  |
| 24/09/1991 | Borussia Mönchengladbach | 2 -0     | Fortuna Cologne       |
| 24/09/1991 | Hanovre 96               | 1 - 0    | FC Bayer 05 Uerdingen |
| 25/09/1991 | Fribourg FC              | 1 - 6    | VfB Stuttgart         |
| 25/09/1991 | SC 08 Bamberg            | 0 - 1    | 1. FC Kaiserslautern  |
| 25/09/1991 | SC Viktoria Cologne      | 1 - 2 ap | Stuttgarter Kickers   |

## Quarts de finale
| Date       | Club recevant            | Score      | Club visiteur        |
| ---------- | ------------------------ | ---------- | -------------------- |
| 29/10/1991 | Borussia Mönchengladbach | 2 - 0      | Stuttgarter Kickers  |
| 30/10/1991 | Bayer Leverkusen         | 1 - 0 a.p. | VfB Stuttgart        |
| 30/10/1991 | Hanovre 96               | 1- 0       | Karlsruher SC        |
| 03/12/1991 | Werder Brême             | 2 - 0      | 1. FC Kaiserslautern |

## Demi-finales
| Date       | Club recevant            | Score                 | Club visiteur    |
| ---------- | ------------------------ | --------------------- | ---------------- |
| 07/04/1992 | Borussia Mönchengladbach | 2-2 a.p. t.a.b. 2- 0  | Bayer Leverkusen |
| 08/04/1992 | Hanovre 96               | 1-1 a.p. t.a.b. 6 - 5 | Werder Brême     |

## Finale
| Entraîneur :      |
| Michael Lorkowski |

| Entraîneur :    |
| Jürgen Gelsdorf |

| Entraîneur :      |
| Michael Lorkowski |

| Entraîneur :    |
| Jürgen Gelsdorf |